# Линије јавног превоза у Београду

Јавни превоз је део саобраћаја у Београду и он обухвата превоз јавног карактера у граду Београду и околини, који се остварује аутобусима, трамвајима, тролејбусима и приградским возом (Беовоз, БГ ВОЗ). Подручје које покрива јавни превоз у Београду приближно се поклапа са подручјем града Београда (тзв. Београдски регион).
По свом начину одвијања и тарифирања све линије јавног превоза у Београду и околини могу се поделити на дневне, ноћне и школске.
Град Београд је јединствен и по томе што унутар његове административне територије постоје два независна система превоза, иако су законом све линије јавног превоза у граду Београду у јединственом ИТС, ипак Градска управа града Београда јавни превоз дели на градски, који је у посебном режиму вожње, у "градском" интервал између два поласка може бити максимум 45  минута, иако та "градска линија" саобраћа до Падинске Скеле или Бегаљице, она опет има поласке на сваких 10 минута јер је у ГСП систему. 
Насупрот таквом "градском превозу", постоје такозване "приградске линије" , где је интервал између два поласка често и по четири сата, или пак постоје линије које имају само три поласка у току дана.

## Зоне
Јавни превоз на целокупној територији града Београда је након реорганизације тарифног система подељен у две тарифне зоне:
- Зона А - ужи центар града и шире градско подручје
- Зона Б - Обреновац, Барајево, Сопот, део Гроцке, Лазаревац и Младеновац

Ипак, након 1.1.2025. зонирање се укида због преласка на бесплатни јавни превоз.

## Линије
Дневне линије покривају временско раздобље од 4 часа ујутру до поноћи (2–711). Оне обухватају превоз аутобусом, трамвајем и тролејбусом, и приградским возом (БГ ВОЗ). 

### Трамвај
- 2 — Пристаниште — Вуков споменик — Пристаниште
- 3 — Омладински стадион — Кнежевац[а]
- 3Л — Ташмајдан — ЖС Топчидер[б]
- 5 — Калемегдан /Доњи град/ — Устаничка
- 6 — Ташмајдан — Устаничка
- 7 — Устаничка — Нови Београд /Блок 45/
- 9 — Бањица — Нови Београд /Блок 45/
- 10 — Калемегдан /Доњи град/ — Бањица
- 11 — Калемегдан /Доњи град/ — Блок 45
- 12 — Омладински стадион — Баново брдо
- 13 — Баново брдо — Нови Београд /Блок 45/
- 14 — Устаничка — Бањица

### Тролејбус
- 19 — Трг Славија — Коњарник
- 21 — Трг Славија — Учитељско насеље[в]
- 22 — Трг Славија — Крушевачка
- 28 — Студентски трг — Звездара
- 29 — Студентски трг — Медаковић 3
- 40 — Звездара — Бањица 2
- 41 — Студентски трг — Бањица 2

### Минибус експрес
- Е2 — Петлово брдо — Трг Републике
- Е6 — Миријево 4 — Нови Београд /Блок 45/
- Е9 — Кумодраж — Студентски трг
- А1 — Трг Славија — Аеродром "Никола Тесла"

### Електробус
- ЕКО 1 — Вуков споменик — Насеље Белвил
- ЕКО 2 — Београд на води — Дорћол /СРЦ Милан Гале Мушкатировић/
- Врабац — Обилићев венац — Кнеза Михајла — Косанчићев венац — Обилићев венац

### Аутобус

#### Дневне линије

##### Градске линије
- 3А — Београд на води — Кнежевац (привремена линија)
- 9А — Трг Славија — Нови Београд /Блок 45/ (привремена линија)
- 15 — Зелени венац — Земун /Нови град/
- 16 — Карабурма 2 — Нови Београд /Павиљони/
- 17 — Коњарник — Земун /Горњи Град/
- 18 — Медаковић 3 — Земун /Бачка/
- 20 — Миријево 3 — Велики Мокри Луг
- 21A — Трг Славија — Учитељско насеље (привремена линија)
- 23 — Карабурма 2 — Видиковац
- 24 — Дорћол /СРЦ Милан Гале Мушкатировић/ — Неимар
- 25 — Карабурма 2 — Кумодраж 2
- 25П — Миријево 4 — Кумодраж /Степина кућа/
- 26 — Дорћол /Дунавска/ — Браће Јерковић
- 26Л — Медаковић 3 — Војводе Влаховића /Терминус/
- 27 — Трг Републике — Миријево 3
- 27Е — Нови Београд /Блок 20/ — Миријево 4
- 30 — Славија /Бирчанинова/ — Медаковић 2
- 31 — Студентски трг — Коњарник
- 32 — Вуков споменик — Вишњица
- 32Е — Трг Републике — Вишњица
- 33 — Панчевачки мост /ЖС/ — Кумодраж
- 34 — Топчидерско брдо /Сењак/ — ЖС /Београд центар/ — Пере Велимировића
- 35 — Нови Београд /Блок 20/ — Лешће /Гробље/
- 36 — ЖС „Београд центар” — Трг Славија — ЖС /Београд центар/
- 37 — Панчевачки мост /ЖС/ — Кнежевац
- 38 — Шумице — Погон „Космај” — Велики Мокри Луг
- 38Л — Погон „Космај” — ЖС /Београд центар/
- 39 — Славија /Бирчанинова/ — Кумодраж 1
- 42 — Славија /Бирчанинова/ — Бањица /ВМА/ — Петлово брдо
- 43 — Трг Републике — Котеж
- 44 — Топчидерско брдо /Сењак/ — Вилине Воде — ЖС /Дунав/
- 45 — Нови Београд /Блок 44/ — Земун /Нови град/
- 46 — Београд на води — Миријево
- 47 — Славија /Бирчанинова/ — Ресник /ЖС/
- 48 — Панчевачки мост /ЖС/ — Миљаковац 3
- 49 — Баново брдо — Насеље Степа Степановић
- 50 — Устаничка — Баново брдо
- 51 — Београд на води — Беле Воде
- 52 — Зелени венац — Церак Виногради
- 53 — Зелени венац — Видиковац
- 54 — Миљаковац 1 — МЗ Макиш
- 55 — Звездара — Стари Железник
- 56 — Зелени венац — Петлово брдо
- 56Л — Зелени венац — Чукаричка падина
- 57 — Баново брдо — Насеље Голф — Баново брдо
- 58 — Панчевачки мост /ЖС/ — Нови Железник
- 59 — Славија /Бирчанинова/ — Петлово брдо
- 60 — Зелени венац — Нови Београд /Топлана/
- 60Л — Зелени венац — Музеј Савремене Уметности — Нови Београд /Топлана/
- 63 — Устаничка — Лешће /Гробље/
- 64 — Звездара — Зелено брдо — Шумице
- 65 — Звездара 2 — Ново бежанијско гробље
- 66 — Вуков споменик — Научно-технолошки парк „Звездара”
- 67 — Зелени венац — Нови Београд /Блок 70А/
- 68 — Зелени венац — Нови Београд /Блок 70/
- 70 — Бежанијска коса — Робна кућа "ИКЕА"
- 71 — Зелени венац — Бежанија /Ледине/
- 72 — Зелени венац — Аеродром „Никола Тесла”
- 73 — Нови Београд /Блок 45/ — Батајница /ЖС/
- 74 — Бежанијска коса — Миријево 3
- 75 — Зелени венац — Бежанијска коса
- 76 — Нови Београд /Блок 70А/ — Бежанијска коса /Болница/
- 77 — Звездара — Бежанијска коса /Болница/
- 78 — Бањица 2 — Земун /Нови град/
- 79 — Дорћол /СРЦ Милан Гале Мушкатировић/ — Миријево 4
- 81 — Нови Београд /Павиљони/ — Угриновачки пут — Алтина 1
- 81Л — Нови Београд /Павиљони/ — Добановачки пут — Алтина 1
- 82 — Земун /Кеј ослобођења/ — Бежанијско гробље — Нови Београд /Блок 44/
- 83 — Црвени Крст — Земун /Бачка/
- 84 — Зелени венац — Нова Галеника
- 85 — Баново брдо — Борча 3
- 87 — Чукаричка падина — Баново брдо — Чукаричка падина
- 87А — Чукаричка падина — Радничка петља — Баново брдо — Чукаричка падина
- 88 — Земун /Кеј ослобођења/ — Нови Железник
- 89 — Видиковац — Чукаричка падина — Нови Београд /Блок 72/
- 91 — Београд на води — Остружница /Ново насеље/
- 92 — Београд на води — Остружница /Караула/
- 94 — Нови Београд /Блок 45/ — Ресник /Едварда Грига/
- 95 — Нови Београд /Блок 45/ — Борча 3
- 96 — Панчевачки мост /ЖС/ — Борча 3

##### "Потез" линије
- 101 — Омладински стадион — Падинска Скела
- 102 — Падинска Скела — Врбовски /Широка Греда/
- 102П — Падинска Скела — Прелив
- 103 — Земун /Бачка/ — Падинска Скела
- 104 — Омладински стадион — Црвенка
- 105 — Омладински стадион — Овча /ЖС/
- 105Л — Земун /Бачка/ — Овча /ЖС/
- 106 — Омладински стадион — ПКБ Ковилово — Јабучки Рит
- 107 — Падинска Скела — Дунавац
- 108 — Омладински стадион — Рева /Дубока Бара/
- 109 — Падинска Скела — Пут за Дунавац
- 110 — Падинска Скела — Обала Тамиша
- 111 — Омладински стадион — СЦ Ковилово
- 112 — Земун /Бачка/ — Рева /Дубока Бара/
- 202 — Омладински стадион — Велико Село
- 302 — Устаничка — Гроцка — Бегаљица
- 303 — Устаничка — Заклопача — Врчин
- 304 — Устаничка — Ритопек
- 305 — Устаничка — Болеч
- 306 — Устаничка — Лештане — Бубањ поток
- 307 — Устаничка — Винча
- 308 — Шумице — Велики Мокри Луг
- 309 — Звездара /Пијаца/ — Калуђерица
- 309Л — Калуђерица /Пут за Институт/ —Калуђерица /Вишњићева/
- 310 — Шумице — Мали Морки Луг
- 311 — Устаничка — Лештане /Раван/
- 312 — МЗ Велики Мокри Луг — Кумодраж — МЗ Велики Мокри Луг
- 401 — Славија /Бирчанинова/ — Пиносава
- 402 — Славија /Бирчанинова/ — Бели Поток
- 403 — Вождовац — Зуце
- 404 — Бела Река —Трешња /Окретница/
- 405 — Вождовац — Глумчево брдо
- 405Л — Глумчево брдо — Ненадовац — Караула — Барајево — Караула — Глумчево брдо
- 406 — Вождовац — Институт „Јарослав Черни”
- 406Л — Вождовац — Земљорадничка — Бели Поток /Игралиште/
- 407 — Вождовац — Бела Река
- 407Л — Бела Река — Стара Липовица — Требеж /Окретница/
- 408 — Вождовац — Раља /Друмине/
- 409 — Вождовац — Јајинци — Улица Ружа — Вождовац
- 501 — Петлово брдо — Старо Кијево
- 502 — Миљаковац 1 — Орловача /Гробље/
- 503 — Вождовац — Ресник /ЖС/
- 504 — Видиковац — Ресник /ЖС/
- 505 — Миљаковац 1 — Миљаковачке ливаде
- 506 — Миљаковац 1 — Насеље Сунчани брег — Ресник /Патин мајдан/
- 507 — Кнежевац — Рушањ /Дробњачки крај/
- 511 — Београд на води — Сремчица
- 512 — Баново брдо — Сремчица /Насеље Горица/
- 513 — Сремчица /Насеље Горица/ — Велика Моштаница /Живојина Табаковића/
- 521 — Видиковац — Железник /Тараиш/
- 522 — Нови Железник — Милорада Ћирића — Нови Железник
- 531 — Баново брдо — Рушањ /13. септембра/
- 532 — Баново брдо — Рушањ /Ослобођења/
- 533 — Баново брдо — Орловача /Гробље/
- 534 — Церак Виногради — Рипањ /Гробље/
- 551 — Београд на води — Велика Моштаница — Сремчица
- 553 — Београд на води — Руцка
- 600  — ЖС /БАС Центар/  — Аеродром ,,Никола Тесла"
- 601 — Београд на води — Сурчин
- 602 — Нови Београд /Блок 44/ — СРЦ Сурчин
- 603 — Бежанија /Ледине/ — Угриновци
- 604 — Нови Београд /Блок 45/ — Прека Калдрма
- 605 — Нови Београд /Блок 45/ — Бољевци — Прогар
- 606 — Сурчин — Грмовац
- 607  — Баново Брдо  — Аеродром ,,Никола Тесла"
- 610 — Земун /Кеј ослобођења/ — Јаково
- 610Е — Нови БАС /Блок 70а/ — Јаково
- 611 — Земун /Кеј ослобођења/ — Добановци
- 612 — Нови Београд /Павиљони/ — Кванташка пијаца — Нова Галеника
- 613 — Нови Београд /Павиљони/ — Насеље Радиофар
- 700 — Батајница /ЖС/ — Батајница /Центар/ — Батајница /ЖС/
- 702 — Батајница /ЖС/ — Бусије /Црква/
- 703 — Земун /Кеј ослобођења/ — Угриновци
- 704 — Зелени венац — Земун Поље
- 705 — Земун /Кеј ослобођења/ — 13. мај
- 706 — Зелени венац — Батајница
- 706Е — Земун /Кеј ослобођења/ — Аеродром Батајница
- 707 — Зелени венац — Алтина — Мала Пруга — Земун Поље
- 708 — Нови Београд /Блок 70А/ — Земун Поље
- 709 — Земун /Нови град/ — ЖС /Земун/ — Земун Поље
- 711 — Нови Београд /Павиљони/ — Угриновци

##### Приградске линије
- 116 — Лазаревац АС — Степојевац /Пијаца/
- 120 — Лазаревац ЖС — Лазаревац АС — Лазаревац ЖС
- 130 — Лазаревац АС — Миросаљци — Гуњевац
- 130А — Лазаревац АС - Араповац - Миросаљци - Гуњевац
- 133 — Лазаревац АС - Лесковац /Црква/
- 133Л — Врбовно /Село/ - Лесковац /Црква/ - Лазаревац АС
- 135 — Лазаревац АС - Соколово - Арнајево
- 136А — Велики Црљени /Вага/ - Арнајево
- 139Л — Лазаревац АС - Петка /Магистрала/
- 140 — Лазаревац АС - Врбовно /Село/ - Лесковац /Црква/
- 140Л — Лазаревац АС - Врбовно /Село/
- 141Л — Лазаревац АС - Рудовци /Село/
- 150 — Лазаревац АС - Дудовица /Маринац/
- 150Л — Лазаревац АС - Дудовица
- 160А — Лазаревац АС - Пркосава - Стрмово /Споменик/
- 162 — Лазаревац АС - Бистрица - Рудовци
- 162А — Лазаревац АС - Бистрица - Крушевица
- 165 — Лазаревац АС - Дрен /Школа/
- 165А — Дрен /Школа/ - Лазаревац АС
- 166 — Лазаревац АС - Крушевица
- 167 — Лазаревац АС - Лукавица
- 171 — Лазаревац АС - Бурово - Зеоке
- 173 — Лазаревац АС - Бурово - Пркосава - Стрмово - Барошевац /Монтажа/
- 180 — Лазаревац АС - Брајковац - Дудовица
- 180А — Лазаревац АС - Брајковац /Дом/
- 190Ц — Сумеђ /Дом/ - Лазаревац АС
- 313 — Миријево 4 — Лештане /Раван/
- 350 — Живковац — Умчари — Дражањ — Живковац
- 351 — Шумице — Гроцка — Дражањ
- 352 — Шумице — Дражањ
- 352А — Шумице — Врчин — Дражањ
- 353 — Дражањ — Живковац — Шумице
- 354 — Шумице — Врчин — Заклопача — Гроцка — Камендо
- 354А — Живковац — Гроцка — Заклопача — Врчин — Шумице
- 354Б — Шумице — Врчин — Заклопача — Гроцка
- 355 — Шумице — Гроцка — Камендо — Дражањ
- 355А — Шумице — Живковац — Дражањ
- 355Б — Шумице — Гроцка — Брестовник — Камендо —Дражањ
- 355Л — Гроцка — Камендо — Умчари
- 356 — Шумице — Гроцка — Брестовик — Пударци
- 361 — Шумице — Гроцка — Живковац
- 361Б — Шумице — Живковац — Дражањ
- 361Л — Дражањ — Гроцка
- 362 — Живковац — Шумице
- 363 — Шумице — Гроцка — Живковац
- 363Л — Живковац — Камендо — Гроцка
- 365 — Гроцка — Умчари — Младеновац
- 366 — Шумице — Умчари — Камендо
- 366А — Камендо — Умчари — Шумице
- 450 — Вождовац — Сопот
- 451 — Вождовац — Стојник
- 451А — Стојник — Вождовац
- 460 — БАС — Мала Иванча
- 460А — БАС — Мали Поповић — Раља /Друмине/ — Мала Иванча
- 461 — Шумице — Врчин — Рамнице
- 462 — Шумице — Врчин — Јаричиште
- 463 — Шумице — Врчин — Јаричиште — Рамнице
- 464 — Сопот — Мали Поповић — Мали Пожаревац — БАС
- 465 — БАС — Станојевац — Сопот
- 465А — БАС — Сопот
- 466 — Вождовац — Јаричиште — Врчин
- 466А — БАС — Врчин
- 467 — Врчин — Брестовик — Камендол — Бегаљица — Врчин
- 470 — Вождовац — Мала Иванча
- 470А — Вождовац — Парцани — Мала Иванча
- 474 — Вождовац — Парцани
- 491 — Вождовац — Младеновац
- 491А — Вождовац — Сопот — Младеновац
- 493 — БАС — Младеновац
- 493А — БАС — Младеновац
- 493Б — БАС — Младеновац
- 493К — БАС — Младеновац
- 494А — Младеновац - Мали Пожаревац /Школа/ - Сенаја - БАС
- 499 — Младеновац — Глишићи — Шепшин — БАС
- 560 — Баново брдо — Барајево
- 560А — Баново брдо — Сремчица — Барајево
- 560Е — БАС — Барајево
- 561 — Барајево — Гунцати — Баћевац — Баново брдо
- 561А — Барајево — Баћевац — Баново брдо
- 580 — БАС — Лазаревац
- 581 — БАС — Лазаревац
- 581А — БАС — Лазаревац /Болница/
- 581Е — БАС — Лазаревац
- 583 — Трбушница — БАС
- 583А — БАС — Крушевица
- 584 — Лазаревац — Барајево
- 585 — БАС — Миросаљци — Гуњевац
- 586 — Баново брдо — Степојевац — Термоелектрана
- 588 — БАС — Лесковац /Колубарски/ — Миросаљци
- 591 — Баново брдо — Вранић — Тараиш
- 591А — Рашића крај — Вранић — Баново брдо
- 592 — Баново брдо — Дражевац
- 593 — Баново брдо — Мељак — Тараиш
- 593А — Баново брдо — Мељак — Рашића крај
- 593Б — Шиљаковац — Мељак — Баново брдо
- 860 — Београд на води — Обреновац
- 860А — БАС — Руцка — Мала Моштаница — Барич /Амбуланта/
- 860Б — Београд на води — Мала Моштаница — Индустријска зона Барич
- 860БЛ — Индустријска зона Барич — Лазаревац
- 860В — Баново брдо — Баљевац
- 860ВП — Дубоко - Велико Поље /Стаменића крај/
- 860Г — Индустријска зона Барич - Грабовац /Доњи крај/ - Дрен /Иверић/
- 860Д — Савски трг — Тараиш — Дражевац
- 860Е — Београд на води — Обреновац
- 860З — Дубоко - Забрежје
- 860И — БАС — Индустријска зона Барич
- 860Ј — БАС — Мала Моштаница — Јасенак /Пуж/
- 860Л — Обреновац — Степојевац — Лазаревац
- 860М — Београд на води — Индустријска зона Барич — Обреновац
- 860МВ — БАС - Насеље Сава
- 860П — Баново брдо — Пољане /Доњи крај/
- 860Р — Индустријска зона Барич - Рвати - Трстеница - Индустријска зона Барич
- 860С — Савски трг — Степојевац
- 860Т — Индустријска зона Барич - Вукићевица
- 860У — Индустријска зона Барич — Ушће /Окретница/
- 860У1 — Обреновац АС - Старо Ушће
- 860У2 — Индустријска зона Барич - Ушће /Гола бара/
- 860Ц — БАС - Индустријска зона Барич
- 860Ш — Сремчица - Индустријска зона Барич
- 901 — Бело Поље - Забрежје
- 911 — Бело Поље /Бора Кечић/ - Младост
- 911А — Бело Поље /Бора Кечић/ - ТЕНТ А - Младост
- 912 — Гај - Ројковац - Звечка /Чеде Тодоровића/
- 912А — ТЕНТ А - Ројковац - Звечка /Чеде Тодоровића/
- 912А1 — ОШ „Јован Јовановић Змај“ - ТЕНТ А
- 912Б — Гај - Ројковац - Звечка /Чеде Тодоровића/
- 921 — Обреновац АС - Звечка /Чеде Тодоровића/
- 922 — Обреновац АС - Ратари - Обреновац АС
- 923 — Обреновац АС - Скела - Обреновац АС
- 932 — Обреновац АС - Јасенак /Шумадија/ - Обреновац АС
- 934 — Обреновац АС - Баљевац
- 935 — Обреновац АС - Конатице
- 936 — Обреновац АС - Баљевац - Конатице
- 937 — Обреновац АС - Јасенак - Баљевац - Конатице
- 938 — Конатице - Јасенак - Обреновац АС
- 939 — Обреновац АС - Јасенак - Баљевац
- 939А — Обреновац АС - Јасенак - Баљевац
- 940 — Обреновац АС - Степојевац
- 946 — Лазаревац АС - Пољане - Стублине - Обреновац АС
- 951 — Обреновац АС - Велико Поље /Горњи крај/ - Велико Поље /Стаменића крај/
- 951А — Обреновац АС - Велико Поље /Стаменића крај/
- 952А — Обреновац АС - Велико Поље - Стублине - Обреновац АС
- 953 — Обреновац АС - Пољане
- 953А — Обреновац АС - Стублине - Пољане
- 954 — Обреновац АС - Пироман
- 954А — Пироман - Звечка - Обреновац АС
- 958 — Обреновац АС - Трстеница - Обреновац АС
- 959 — Обреновац АС - Бровић
- 960 — Обреновац АС - Пироман
- 961 — Обреновац АС - Стублине - Пироман
- 961А — Пироман - Стублине - Обреновац АС
- 974А — Љубинић - Орашац - Обреновац АС
- 975 — Обреновац АС - Орашац - Вукићевица 2 - Вукићевица
- 975А — Обреновац АС - Орашац - Вукићевица
- 975Б — Вукићевица - Вукићевица 2 - Љубинић - Орашац - Обреновац АС
- 976 — Дрен /Иверић/ - Грабовац /Доњи Крај/ - Обреновац АС
- 977 — Обреновац АС - Љубинић - Вукићевица
- 977А — Вукићевица - Љубинић - Грабовац /Доњи крај/ - Обреновац АС
- 978 — Обреновац АС - Вукићевица - Љубинић
- 983 — Обреновац АС - Бровић
- 4101 — Младеновац АС - Ковачевац - Велика Крсна
- 4102 — Младеновац АС - Белуће - Велика Крсна
- 4105 — Младеновац АС - Ковачевац /Чот/
- 4106 — Ковачевац /Марићи/ - Младеновац АС
- 4111 — Младеновац АС - Јанковићи - Младеновац АС
- 4112 — Младеновац АС - Шуме - Рабровац - Симићи - Младеновац АС
- 4112А — Младеновац АС - Шуме - Рабровац - Симићи - Јагњило - Младеновац АС
- 4112Б — Младеновац АС - Јагњило - Рабровац - Симићи - Шуме - Младеновац АС
- 4113 — Младеновац АС - Јагњило - Рабровац - Глишићи - Јагњило - Младеновац АС
- 4113А — Младеновац АС - Јагњило - Рабровац - Симићи - Јагњило - Кленац - Младеновац АС
- 4113Б — Младеновац АС - Кленац - Јагњило - Симићи - Шуме - Јагњило - Младеновац АС
- 4121 — Младеновац АС - Јагњило - Кленац - Младеновац АС
- 4121А — Младеновац АС - Кленац - Јагњило - Младеновац АС
- 4125 — Младеновац АС - Међулужје - Младеновац АС
- 4130 — Младеновац АС - Међулужје - Беловача
- 4131 — Младеновац АС - Црквине - Бељевац - Марковац - Младеновац АС
- 4132 — Младеновац АС - Црквине - Бељевац - Беловача - Међулужје - Младеновац АС
- 4133 — Младеновац АС - Марковац - Бељевац - Црквине - Младеновац АС
- 4136 — Младеновац АС - Међулужје - Црквине - Бељевац - Међулужје - Младеновац АС
- 4137 — Младеновац АС - Бељевац - Марковац - Црквине - Међулужје - Младеновац АС
- 4141 — Младеновац АС - Велика Иванча /Стругара/
- 4142 — Младеновац АС - Пружатовац
- 4143 — Младеновац АС - Велика Иванча /Метаљка/
- 4151 — Младеновац АС - Амерић 1 - Амерић 2 - Младеновац АС
- 4152 — Младеновац АС - Амерић 2 - Амерић 1 - Младеновац АС
- 4161 — Младеновац АС - Космај /Златар/
- 4163 — Младеновац АС - Селтерс - Петкаћи - Кораћица /Змајевац/
- 4164 — Младеновац АС - Космај - Сопот АС
- 4164Л — Космај /Златар/ - Тресије - Сопот АС
- 4171 — Младеновац АС - Село Влашка - Косни пут - Младеновац АС
- 4172 — Младеновац АС - Косни пут - Село Влашка - Младеновац АС
- 4175 — Младеновац АС - Рајковац - Врбица /Војска/ - Младеновац АС
- 4175А — Младеновац АС - Врбица /Војска/ - Рајковац - Младеновац АС
- 4181 — Младеновац АС - Доња Дубона
- 4182 — Младеновац АС - Шепшин /Чесма/
- 4183 — Младеновац АС - Дубона - Шепшин /Чесма/ - Младеновац АС
- 4184 — Младеновац АС - Шепшин /Чесма/ - Дубона - Младеновац АС
- 4191 — Село Младеновац - Прогрес
- 4191Б — Младеновац /Улица Николе Пашића/ - Прогрес
- 4192 — Развитак - Међулужје - Баташево - Развитак
- 4192А — Развитак - Међулужје - Младеновац АС
- 4193 — Младеновац АС - Рајковац - Кораћичка бања - Младеновац АС
- 4194 — Развитак - Село Младеновац - Међулужје - Село Младеновац - Развитак
- 4194Л — Развитак - Село Младеновац - Младеновац АС
- 4195 — Младеновац АС - Ковачевац /Пут за Клисуру/
- 4196 — Младеновац АС - Ковачевац - Младеновац АС
- 4197 — Младеновац АС - Међулужје - Развитак
- 4199 — Границе - Трстена /Ливадарска/
- 4199А — Младеновац /Улица Николе Пашића/ - Трстена /Ливадарска/
- 4199Б — Границе /Виногради/ - Трстена /Ливадарска/
- 4199Ц — Младеновац /Општина/ - Границе /Виногради/
- 4400 — Сопот АС - Раља /Ливница/ - Раља /Друмине/ - Сопот АС
- 4401 — Сопот АС - Парцани /Брђани/
- 4401А — Сопот АС - Бабе - Парцани /Брђани/
- 4402 — Сопот АС - Парцани /Брђани/ - Дучина /Споменик/ - Стојник
- 4402А — Стојник - Бабе - Раља /Ливница/ - Парцани /Брђани/ - Сопот АС
- 4402Б — Стојник - Бабе - Раља /Ливница/ - Ропочево - Сопот АС
- 4403 — Сопот АС - Ропочево - Парцани /Брђани/
- 4404 — Сопот АС - Сибница
- 4404А — Сибница /Гробље/ - Сопот АС
- 4404Б — Сопот АС - Миросаљци /Споменик/ - Сибница /Гробље/
- 4404Ц — Сибница - Слатина /Школа/ - Сопот АС
- 4404Д — Сопот АС - Слатина /Трафо/ - Сибница
- 4405 — Сопот АС - Неменикуће - Бакчина /Караула/
- 4406 — Сопот АС - Рогача - Дрлупа - Сибница
- 4406А — Сибница - Дрлупа - Рогача /Преки пут/ - Сопот АС
- 4406Б — Сибница - Слатина /Школа/ - Дрлупа - Рогача - Сопот АС
- 4406Ц — Сопот АС - Рогача /Преки пут/ - Дрлупа - Сибница
- 4407 — Сопот АС - Дрлупа - Сибница
- 4407А — Сибница - Слатина /Трафо/ - Дрлупа - Сопот АС
- 4407Ц — Сибница - Слатина /Трафо/ - Сопот АС
- 4408 — Сопот АС - Тресије - Рогача /Мала ћуприја/
- 4408А — Сопот АС - Тресије - Рогача
- 4409 — Барајево АС - Слатина - Дрлупа - Сопот АС
- 4410 — Сопот АС - Ђуринци - Младеновац АС
- 4411 — Сопот АС - Ђуринци
- 4412 — Младеновац АС - Бакчине - Неменикуће - Сопот АС
- 4413 — Сопот АС - Мала Иванча - Мали Пожаревац - Сопот АС
- 4414 — Сенаја - Мала Иванча - Мали Пожаревац - Сопот АС
- 4414А — Сопот АС — Мала Иванча — Мали Пожаревац — БАС
- 4415 — Сопот АС - Мали Пожаревац - Сенаја
- 4415А — Сопот АС - Мали Пожаревац /Центар/
- 4425 — Сопот АС - Дрлупа - Сибница - Барајево АС
- 4426 — Сопот АС - Дрлупа - Барајево АС
- 4427 — Барајево АС - Сибница - Сопот АС
- 4428 — Барајево АС - Дрлупа - Рогача - Сопот АС
- 4428А — Сопот АС - Дучина - Слатина - Барајево АС
- 4433 — Сопот АС - Дучина /Споменик/ - Стојник
- 4434 — Сопот АС - Губеревац - Дучина /Споменик/ - Стојник - Сопот АС
- 4435 — Сопот АС - Губеревац
- 4444 — Сопот АС - Сења - Ђуринци - Сења - Ропочево - Сопот АС
- 5519 — Барајево АС - Баћевац - Бучије - Барајево АС
- 5520 — Барајево АС - Баћевац - Бождаревац - Барајево АС
- 5520А — Барајево АС - Баћевац /Игралиште/ - Бождаревац - Барајево АС
- 5521 — Барајево АС - Велики Борак
- 5521А — Барајево АС - Велики Борак - Бождаревац
- 5522 — Барајево АС - Гунцати - Баћевац - Бождаревац - Барајево АС
- 5522А — Барајево АС - Баћевац - Гунцати - Барајево АС
- 5523 — Барајево АС - Лисовић /Пајшума/ - Губеревац
- 5524 — Барајево АС - Прокића крај - Гунцати /Река/
- 5525 — Барајево АС - Дрлупа - Рогача /Мала ћуприја/
- 5525А — Рогача - Дрлупа - Сибница - Барајево АС
- 5525Б — Рогача /Мала ћуприја/ - Сопот АС - Сибница - Барајево АС
- 5526 — Барајево - Арнајево
- 5526А — Барајево АС - Арнајево - Велики Црљени /Термоелектрана/
- 5526Б — Барајево АС - Спасовина - Арнајево
- 5527А — Барајево АС - Манић - Рожанци - Арнајево - Барајево АС
- 5528 — Барајево АС - Шиљаковац /Трафо/
- 5529 — Барајево АС - Манић - Рожанци - Барајево АС
- 5530 — Барајево АС - Вранић - Тараиш - Шиљаковац - Барајево АС
- 5530А — Барајево АС - Гунцати - Вранић - Тараиш - Шиљаковац - Барајево АС
- 5530Б — Барајево АС - Шиљаковац - Дубраве - Вранић /Рашића крај/ - Барајево АС
- 5530В — Барајево АС - Шиљаковац - Вранић - Тараиш - Шиљаковац - Дубраве - Вранић /Рашића крај/ - Гунцати - Барајево АС
- 5530Г — Барајево АС - Гунцати - Вранић /Рашића крај/ - Шиљаковац - Дубраве - Барајево АС
- 5530Д — Барајево АС - Шиљаковац - Вранић - Тараиш - Барајево АС
- 5533А — Барајево АС - Средњи крај - Глумчево брдо - Требеж - Барајево АС
- 5533Б — Барајево АС - Глумчево брдо - Требеж - Стара Липовица - Глумчево брдо - Ненадовац - Барајево АС
- 5533В — Барајево АС - Средњи крај - Глумчево брдо - Стара Липовица - Требеж - Глумчево брдо - Барајево АС
- 5534 — Барајево АС - Караула - Средњи крај - Барајево АС
- 5534А — Барајево АС - Средњи крај - Караула - Барајево АС
- 5535 — Барајево АС - Насеље Гај
- 5536 — Барајево АС - Насеље Гај - Равни Гај
- 5536А — Барајево АС - Равни Гај
- 5538 — Барајево АС - Сремчица - Мељак - Баћевац - Гунцати - Барајево АС
- 5570 — Барајево АС - Баћевац - Вранић - Јасенак - Обреновац АС
- 41021 — Младеновац АС - Велика Крсна
- 41022 — Велика Крсна - Белуће - Младеновац АС
- 41301 — Младеновац АС - Беловача
- 44141 — Сопот АС - Мала Иванча - Мали Пожаревац /Раскрсница/
- 44331 — Стојник - Сопот АС
- 55231 — Барајево АС - Губеревац
- 55251 — Барајево АС - Рогача

#### Ноћне линије
- 15Н — Трг Републике — Земун /Нови град/
- 26Н — Дорћол /Дунавска/ — Браће Јерковић
- 27Н — Трг републике — Миријево 3
- 29Н — Студентски трг — Медаковић 3
- 31Н — Студентски трг — Коњарник
- 32Н — Трг Републике — Вишњица
- 33Н — Студентски трг — Кумодраж
- 37Н — Трг Републике — Кнежевац
- 47Н — Трг Републике — Ресник /ЖС/
- 51Н — Трг Републике — Беле воде
- 56Н — Трг Републике — Петлово брдо — Рушањ
- 68Н — Трг Републике — Нови Београд /Блок 45/
- 75Н — Трг Републике — Бежанијска коса
- 101Н — Трг Републике — Падинска Скела
- 202Н — Трг Републике — Велико Село
- 301Н — Трг Републике — Бегаљица
- 304Н — Трг Републике — Ритопек
- 401Н — Дорћол /Дунавска/ — Пиносава
- 511Н — Трг Републике — Сремчица
- 601Н — Трг Славија — Добановци
- 603Н — Трг Републике — Угриновци
- 704Н — Трг Републике — Нова Галеника — Земун Поље
- 706Н — Трг Републике — Батајница

#### Сезонске линије
- АДА 1 — Трг Републике — Ада Циганлија — Видиковац
- АДА 2 — Земун /Кеј Ослобођења/ — Ада Циганлија
- АДА 3 — Коњарник — Ада Циганлија
- АДА 4 — Миријево — Ада Циганлија
- АДА 5 — Бежанијска коса — Ада Циганлија
- 400 — Вождовац — Врх Авале

### Линије које више не саобраћају

#### Трамвај
- 1 — Калемегдан — Кнежевац
- 4 — Калемегдан — Омладински стадион
- 7Л — Ташмајдан — Нови Београд /Блок 45/
- 8 — Омладински стадион — Вождовац
- 9Л — Главна железничка станица — Вождовац

#### Тролејбус
- 22Л — Студентски трг — Црвени крст

#### Минибус експрес
- Е1 — Устаничка — Нови Београд /Блок 45/
- Е3 — Церак виногради — Блок 45
- Е4 — Миријево 3 — Бежанијска коса
- Е5 — Нови Београд /Блок 70/ — Звездара /пијаца/
- Е7 — Панчевачки мост /ЖС/ — Петлово брдо
- Е8 − Дорћол /СРЦ „Милан Гале Мушкатировић”/ − Насеље Браће Јерковић

#### Аутобус
- 15Л — Зелени венац — Земун /Првомајска/
- 17Л — Коњарник — Нови Београд /Павиљони/
- 19П — Калемегдан - Мали Мокри Луг
- 20А — Студентски трг — Учитељско насеље
- 22А — Студентски трг — Славија
- 24Л — Дорћол /СРЦ Милан Гале Мушкатировић/ - Трг Републике
- 24П — Дорћол /СРЦ Милан Гале Мушкатировић/ — Медаковић 3
- 25Л — Омладински стадион — Кумодраж 2
- 27Л — Вуков споменик — Миријево
- 29П — Калемегдан - Цветанова ћуприја
- 30П — Калемегдан - Пристаниште - Медаковић 2
- 32Л — Омладински стадион — Вишњица
- 33П — Дорћол /СРЦ Милан Гале Мушкатировић/ — Кумодраж
- 34Л — ЖС „Београд Центар” — Болница „Драгиша Мишовић”
- 35Л — Омладински стадион — Лешће /Гробље/
- 36Б — Ташмајдан — Студентски град
- 37Л — Дунав станица — ДМБ Раковица
- 38А — Погон „Космај” — ЖС „Београд центар” — ЖС „Топчидер”
- 40П — Звездара - Јајинци
- 41Л — Трг Славија — Бањица 2
- 42П — Омладински стадион — Бањица /ВМА/
- 43Л — Дунав станица — Котеж
- 43П — Нови Београд /Блок 70/ — Котеж
- 46Л — Звездара — Мостар
- 47К — Миљаковац 1 - Аутокоманда - Баново брдо - Миљаковац 1
- 47Л — Трг Славија — Миљаковац 1
- 48Л — Трг Славија — Миљаковац 2
- 51Л — Баново брдо — Беле воде
- 51П — Омладински стадион — Беле воде
- 53Е — Зелени венац — Видиковац
- 55Л — ЖС Београд центар — Баново брдо
- 61 — Зелени венац — Нови Београд /Блок 70а/
- 62 — Зелени венац — Нови Београд /Блок 70/
- 67П — Омладински стадион — Нови Београд /Блок 24/
- 68П — Панчевачки мост /ЖС/ — Нови Београд /Блок 70/
- 69 — ГО „Нови Београд” — Депо „Сава”
- 73П — Нови Београд /Блок 45/ - Угриновци
- 82Л — Нови Београд /Павиљони/ — Бежанијско гробље
- 83Л — Трг Славија — Трг Бранка Радичевића
- 90 — Зелени венац — Ада Циганлија (сезонска)
- 93 — Панчевачки мост /ЖС/ — Звездара /пијаца/
- 95Л — Дунав станица — Борча 3
- 99 — Звездара /пијаца/ — Нови Београд /Блок 44/
- 107О — Омладински стадион — Дунавац
- 169А — Рудовци – Пркосава
- 173Б — Стрмово - Барошевац
- 201 — Омладински стадион — Лешће
- 203 — Омладински стадион — Вишњичка бања
- 301 — Устаничка — Гроцка
- 302Л — Устаничка — Ресторан Болеч
- 305П — Вуков споменик — Болеч
- 306Л — Устаничка — Лештане
- 309П — Вуков споменик — Калуђерица
- 322 — Звездара /пијаца/ - Мали Мокри Луг /школа/
- 468 — Београд – Врчин (центар) - Гроцка
- 505Л — Миљаковац 1 — Миљаковачке стазе
- 505Р — Миљаковачке стазе — Раковачки поток — Насеље Сунчани брег — Миљаковац 1
- 541 — Раковица — Ресник
- 541Л — Канарево брдо — Ресник
- 542 — Миљаковац 1 — Петлово брдо
- 552 — Главна железничка станица — Умка
- 601Е — Главна железничка станица — Сурчин
- 604П — Кеј ослобођења — Петровчић
- 605П — Кеј ослобођења — Прогар
- 701 — Земун /Горњи град/ — Нова Пазова
- 704Е — Зелени венац — Земун Поље
- 861 — Баново брдо - Остружница
- 861А — Београд – Мала Моштаница - Обреновац
- 862 — Обреновац - Мала Моштаница - Обреновац
- 863 — Барич (амбуланта) - Баричка река - Мала Моштаница - Дубоко
- 863А — Обреновац - Барич рампа
- 864 — Београд – Умка
- 865 — Баново брдо - Железник - Велика Моштаница
- 902 — Обреновац - Младост
- 902А — Обреновац – Младост – ТЕНТ А
- 903 — Обреновац - Младост
- 904 — АС Обреновац - Сурчин
- 913 — Обреновац – Аутобаза
- 913А — Аутобаза – Обреновац
- 914 — Обреновац – Базени – Аутобаза
- 924 — Обреновац – Ушће – Обреновац
- 924А — Обреновац – Ушће – ТЕНТ II
- 932А — Обреновац – Јасенак (Пуж)
- 955 — Обреновац – Трстеница (Дом)
- 960А — Пироман – Обреновац
- 971 — Обреновац – Грабовац (Доњи крај)
- 972А — Обреновац – Иверић
- 973 — Обреновац – Орашац – Вукићевица
- 973А — Обреновац – Дрен – Вукићевица
- 974 — Обреновац – Вукићевица
- 981 — Обреновац- Грабовац – Љубинић
- 982 — Обреновац – Вукићевица - Љубинић
- 4122 — Младеновац – Кленац - Марошевац
- 4123 — Младеновац - Кленац - Марошевац - Шуме
- 4123А — Младеновац - Јагњило (Стражевица) - Рабровац - Шуме - Марошевац
- 4123Б — Младеновац – Кленац - Луг - Марошевац - Шуме
- 4124 — Младеновац – Кленац - Јагњило - Младеновац
- 4134 — Младеновац АС - Црквине - Марковац - Бељевац - Младеновац АС
- 4135 — Младеновац АС - Црквине - Марковац - Бељевац - Младеновац АС
- 4143А — Младеновац АС - Пружатовац - Велика Иванча /Река/
- 4181А — Младеновац АС - Дубона (центар)
- 4198 — Развитак - Младеновац АС
- 5535Е — Насеље Гај - Барајево
- АДА 6 — Ада Циганлија — Миљаковац 3

#### Ноћне линије
- 7Н — Устаничка — Славија — Нови Београд /Блок 45/
- 9Н — Бањица 2 — Нови Београд /Блок 45/
- 48Н — Трг републике — Миљаковац 3
- 96Н — Трг републике — Борча 3
- 308Н — Трг Славија — Велики Мокри Луг
- 701Н — Трг републике — Нова Пазова